# Clinique Saint-Vincent
Pour l’article homonyme, voir Clinique Saint-Vincent (Rocourt).

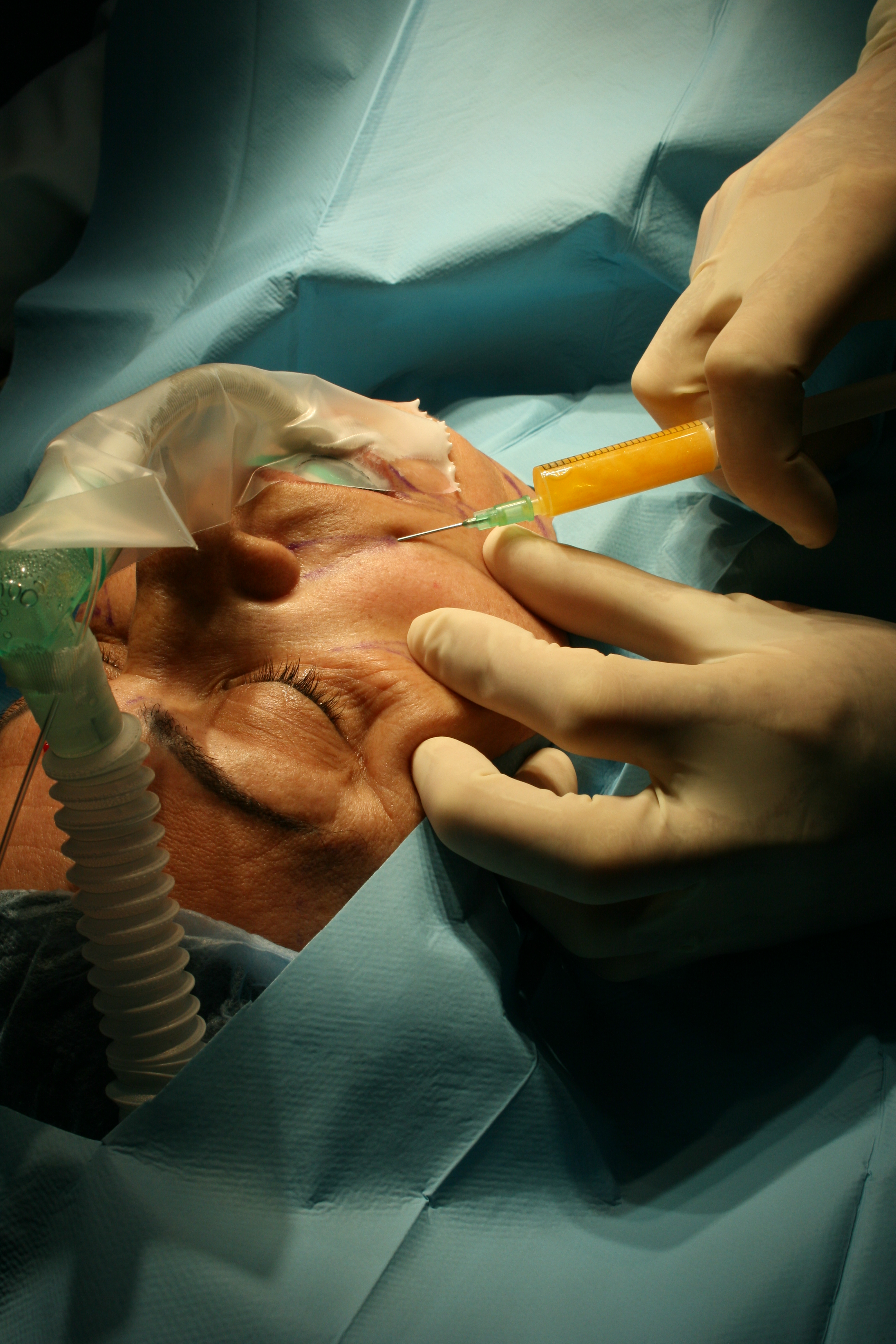
Une lipostructure à la clinique Saint-Vincent.

La clinique Saint-Vincent est un établissement de santé situé à Saint-Denis, le chef-lieu de l'île de La Réunion. Installée 8, rue de Paris, soit sur l'axe historique de la ville, elle accueille annuellement 8 546 patients, dont 2 569 en hospitalisation de jour. Elle est gérée par le groupe Clinifutur.